# Rocío Igarzábal
Rocío Igarzábal (Buenos Aires, 24 d'agost de 1989), més coneguda per "Rochi", és una actriu, model i cantant argentina. És famosa pel paper de Vale Gutiérrez a la telenovel·la argentina Casi ángeles i per haver cantat al grup musical Teen Angels.

## Carrera
"Rochi" Igarzábal va néixer el 24 d'agost de 1989 a Buenos Aires (Argentina). Va començar a estudiar comèdia musical al col·legi, i feu el debut teatral en les obres anomenades "Hércules" i "Tarzán". Gràcies a aquestes obres la seleccionaren per als tallers de la productora Cris Morena i el 2008 ingressà, per interpretar el personatge de Valeria Gutierrez, a la sèrie juvenil Casi ángeles, protagonitzada per Emilia Attias i Nicolás Vázquez.
A causa de l'èxit tant a l'Argentina com a la resta del món, la sèrie va ser portada a l'àmbit del teatre en les seves quatre temporades, i Igarzábal va formar-ne part des del 2008 i fins al 2010 juntament amb l'enviament televisiu. També participà en els àlbums de la banda sonora Teen Angels 2 i Teen Angels 3, i als tours de Teen Angels, grup musical format a partir de la sèrie. El 2011, esdevingué membre regular de Teen Angels, en substituir Eugenia Suárez.
Igarzábal també ha realitzat algunes campanya i anuncis per a marques de roba. La seva primera campanya va ser per "Ella la bella" l'any 2009, i després ha continuat fent campanyes per a la marca de mitges i llenceria Mora Teens al costat de la seva amiga Candela Vetrano els anys 2010 i 2011.

## Televisió
| Televisió | Televisió    | Televisió | Televisió         |
| Any       | Títol        | Canal     | Personatge        |
| --------- | ------------ | --------- | ----------------- |
| 2008/2010 | Casi Angeles | Telefé    | Valeria Gutierrez |

## Teatre
| Obres     | Obres        | Obres             | Obres |
| Any       | Títol        | Personatge        |       |
| --------- | ------------ | ----------------- | ----- |
| 2007      | Hércules     | Protagonista      |       |
| 2007      | Tarzán       | Jane              |       |
| 2007      | Hairspray    | -                 |       |
| 2008/2010 | Casi Angeles | Valeria Gutierrez |       |

## Discografia
| 2008 | Casi Ángeles en vivo desde el Teatro Gran Rex 2008 |
| 2009 | Teen Angels 3                                      |
| 2009 | Casi Ángeles en vivo desde el Teatro Gran Rex 2009 |
| 2009 | Teen Angels 4 en vivo en Israel'                   |
| 2010 | Teen Angels 4                                      |
| 2010 | Teen Angels edición especial España                |

## Curtmetratges
| Curts | Curts       | Curts                  | Curts |
| Any   | Artista     | Vídeo                  |       |
| ----- | ----------- | ---------------------- | ----- |
| 2008  | Teen Angels | A ver si pueden        |       |
| 2009  | Teen Angels | Que nos volvamos a ver |       |

## Publicitat
| Any         | Marca         | Temporada       |
| ----------- | ------------- | --------------- |
| 2008 - 2009 | Ella la bella | Primavera/Estiu |
| 2009 - 2010 | Mora Teens    | Primavera/Estiu |